# Albert Beerman
Albert Christiaan Wilhelm Beerman (Amsterdam, 29 januari 1901 - Rotterdam, 26 november 1967) was een Nederlands politicus en advocaat.
Beerman was een CHU-minister van Justitie in het kabinet-De Quay. Hij was advocaat in Rotterdam en hield aanvankelijk (formeel) zijn advocatenpraktijk aan. Hij was tevens actief als voorzitter van de Stichting Havenbelangen van de Rotterdamse haven (1945-1959), in het Rotterdamse bedrijfsleven, en als gemeenteraadslid in de gemeente Rotterdam. Hij bracht als minister belangrijke wetgeving tot stand, zoals een wettelijke regeling van de voetbaltoto, vernieuwing van het kinderstrafrecht en een regeling van het kroonberoep, maar werd aan het eind van zijn ministerschap ook bekritiseerd omdat veel wetgevende projecten onvoltooid waren.
- Biografisch Portaal: 00011904
- Parlement.com: vg09llhv9pym